# Коров'янський Артем Юрійович
Артем Коров'янський (фр. Artem Korovyanskyy. Artem Korovyanskyy; 14 серпня 1994, Донецьк) — французький волейболіст, син відомого радянського волейболіста і тренера Юрія Коров'янського. Ліберо французького клубу Bellaing Volley.

## Кар'єра
Артем Коров'янський народився у Донецьку, де його батько виступав за команду «Шахтар» Донецьк. Професійну кар'єру Артем почав у 2010 році в клубі «Камбре». У 2014 році він був обраний новачком року.